# Pascal Sevran

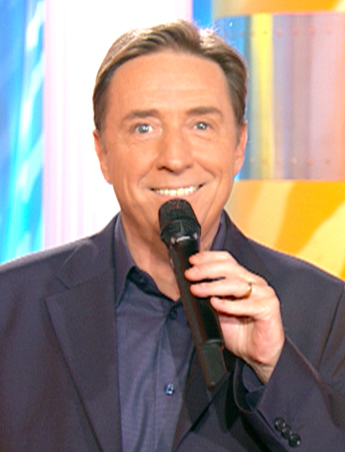
Pascal Sevran, 2003

Pascal Sevran (* 16. Oktober 1945 in Paris; † 9. Mai 2008  in Limoges) war ein französischer Autor, Sänger und Fernsehshowmaster.

## Leben
Sevran wurde 1945 als Sohn eines Taxifahrers geboren. Nach seiner Schulzeit war er als Sänger, Autor und dann als TV Showmaster tätig. Von 1984 bis 1991 präsentierte er die Fernsehsendung La chance aux chansons auf dem französischen Fernsehsender TF1 und danach wechselte er mit dieser Sendung von 1991 bis 2000 auf den Fernsehsender France 2. Sevran lebte offen homosexuell.
Sevran starb 2008 an den Folgen von Lungenkrebs. Er wurde in der Gemeinde Saint-Pardoux bestattet.

## Werke (Auswahl)

### Autor
- 1979: Le Passé Supplémentaire
- 1980: Vichy Dancing
- 1982: Un garçon de France
- 1995: Tous les bonheurs sont provisoires
- 1998: Mitterrand, les autres jours (über die Freundschaft mit François Mitterrand)

### Sänger

#### Einzelne Lieder (Auswahl)
- Chante encore
- L’amour c’est comme un jour
- Maman… Papa…
- La vie continue
- Qui ?
- L’amour chante
- Trousse-chemise
- Mille fois par jour
- Nous, c’est fou
- L’été soixante
- Surprise party
- A qui appartient la vie ?